# Michel Acosta
Michel Acosta, vollständiger Name David Michel Acosta Márquez, (* 14. Februar 1988 in Paysandú) ist ein uruguayischer Fußballspieler.

## Karriere

### Verein
Der 1,87 Meter große Mittelfeldakteur Acosta entstammt der Jugendabteilung von Estudiantil de Paysandú. Im April 2005 wird er als Spieler des Paysandú FC geführt. In der Saison 2005/06 lief er dort in fünf Erstligaspielen (kein Tor) auf. Er gehörte ab August 2006 und somit in den Spielzeiten 2006/07, bis einschließlich 2010/11 dem Kader des Erstligisten Liverpool Montevideo an. In den ersten beiden Saisons wurde er – jeweils ohne persönlichen Torerfolg – achtmal bzw. dreimal in der Primera División eingesetzt. 2008/09 traf er einmal bei drei Ligaeinsätzen. Zudem bestritt er in den Spielzeiten 2009/10 und 2010/11 bei den Montevideanern zwölf (kein Tor) bzw. elf (zwei Tore) Erstligaspiele. Überdies kam er in zwei Partien (kein Tor) der Copa Sudamericana und einer Begegnung (kein Tor) der Copa Libertadores zum Einsatz. Im August 2011 verließ er den Liverpool Fútbol Club und schloss sich dem iranischen Klub Gahar Zagros an. Im Oktober des Folgejahres kehrte er nach Uruguay zurück und stand fortan in Reihen des Club Atlético Atenas. Den Zweitligisten verließ er im Juli 2013, um sich an den zypriotischen Verein AEK Kouklion zu binden. Für die Mannschaft des Teams aus Kouklia lief er in 27 Ligaspielen auf und schoss drei Tore. Zudem absolvierte er eine Begegnung im nationalen Pokalwettbewerb. Zur Apertura 2014 kehrte er zum Erstligaaufsteiger Club Atlético Atenas zurück. In der Saison 2014/15 wurde er bei dem Verein aus San Carlos 24-mal (fünf Tore) in der Primera División eingesetzt. Anfang Juli 2015 wechselte er zum Murciélagos FC. Für den mexikanischen Klub bestritt er 51 Erstligaspiele (vier Tore) und kam viermal (kein Tor) in der Copa México zum Einsatz. Ende Juli 2017 kehrte er zu Liverpool Montevideo zurück.

### Nationalmannschaft
Acosta war Mitglied der von Ángel Castelnoble und Gustavo Ferrín trainierten uruguayischen U-16-Auswahl, die bei der U-16-Südamerikameisterschaft 2004 in Paraguay teilnahm und den vierten Platz belegte. Er gehörte der U-17-Auswahl Uruguays an, die an der U-17-Südamerikameisterschaft 2005 in Venezuela teilnahm und Vize-Südamerikameister wurde. Auch war er Teil des Aufgebots bei der U-17-Weltmeisterschaft 2005 in Peru an. Dort kam er in den Gruppenspielen gegen die mexikanische, türkische und australische Auswahl zum Einsatz. Ein Tor erzielte er dabei nicht.

## Erfolge
- U-17-Vize-Südamerikameister: 2005